# Waianakarua (fleuve)

Le fleuve Waianakarua  (en anglais : Waianakarua River ) est un  cours d’eau de la région de Otago,dans l’ île du Sud de la Nouvelle-Zélande.

## Géographie
Il s’écoule dans l’Océan Pacifique. Il est traversé par la route nationale 1 au niveau du village de Waianakarua, au sud de la ville de Herbert, par le vieux pont historique. (en) Land Information New Zealand, « détail emplacement: Waianakarua (fleuve) », sur New Zealand Gazetteer